# Ven, baila, quinceañera
Ven, baila, quinceañera (abreviada VBQ) es una serie de televisión peruana de drama, suspenso, acción, tragedia y comedia producida por ProTV Producciones para la cadena América Televisión.
Está protagonizada por Mayra Goñi, Flavia Laos y Alessandra Fuller junto a Gustavo Borjas, Andrés Vílchez y Luis Baca. A su vez, está antagonizada por Leslie Stewart, Javier Delgiudice, Lourdes Berninzon, Javier Dulzaides, Maju Mantilla, Micheille Soifer y Stefano Tosso y cuenta con la participación antagónica especial de Emilia Drago. 
El guion de la serie pertenece a Guillermo Aranda junto a Luis del Prado, Cinthia McKenzie y José Luis Varela y está inspirada en una secuencia de baile del mismo nombre del programa Habacilar, conducido por Raúl Romero.

## Argumento

### 1.ª temporada (2015 - 2016)
Rosy, Camila y Viviana, tres adolescentes de clases sociales distintas, cumplen 15 años y competirán en un conocido programa de televisión con la intención de convertirse en la mejor bailarina juvenil y obtener una fiesta quinceañera.

### 2.ª temporada (2017)
El programa Ven baila Quinceañera se toma un descanso, e inicia un nuevo proyecto "Todo por la fama" en donde las 3 jóvenes debutaran como actrices, en esta temporada habrá muchos cambios en las vidas de las protagonistas que las harán enfrentar los obstáculos que irán transcurriendo durante la novela.

### 3.ª temporada (2018 - 2019)
Rosy, Camila y Viviana cumplen la  mayoría de edad y a su vez ingresan a la universidad, en donde conocen a gente nueva y a la vez gente con las que tendrán muchas diferencias, así como el amor vuelven a sus vidas y comienza a vivir una nueva vida juntas.

## Elenco
| Actriz / Actor           | Personaje                                                   | Temporada |
| ------------------------ | ----------------------------------------------------------- | --------- |
| Mayra Goñi               | Viviana Milagros Vílchez Moscoso                            | 1ª-3ª     |
| Flavia Laos              | Camila Luciana Souza-Sanguinetti Pastor                     | 1ª-3ª     |
| Alessandra Fuller        | Rossy del Carmen Castillo Díaz                              | 1ª-3ª     |
| Lourdes Berninzon        | Raquel Eliana Fon-Davis Mirra                               | 1ª-3ª     |
| Javier Dulzaides         | Mauricio Pablo Chávez Molina                                | 1ª-2ª     |
| Emilia Drago             | Nicole Katherine Solessi Rojas                              | 2ª-3ª     |
| Patricia Portocarrero    | María Elena Moscoso Melchor Viuda de Vilchéz                | 1ª-3ª     |
| Andrés Vilchez           | Marco Martín Vílchez Moscoso                                | 1ª-3ª     |
| Ana Cecilia Natteri      | Carmela del Sagrado Corazón Paredes Ortiz / "Doña Caramela" | 1ª-3ª     |
| Angie Arizaga            | Ana Carmela Vílchez Carmuacho / "Anita"                     | 1ª-3ª     |
| Leslie Stewart           | Luciana Raquel Pastor Fon-Davis                             | 1ª-3ª     |
| Maju Mantilla            | Mónica Eliana Pastor Fon-Davis                              | 1ª-3ª     |
| Javier Delgiudice        | Gustavo Jorge Carlos Souza-Sanguinetti Castillo             | 1ª-3ª     |
| Joaquín de Orbegoso      | Alonso Jorge Carlos Souza-Sanguinetti Pastor                | 2ª-3ª     |
| Katia Condos             | Fabiola del Carmen Díaz Núñez                               | 1ª-3ª     |
| Marcelo Oxenford         | Bruno Castillo Quintana                                     | 1ª-2ª     |
| Gustavo Borjas           | Jhonny Hilario Torrejón Carbajal                            | 1ª-3ª     |
| Luis Baca                | Sergio Andrés Chávez Molina                                 | 1ª-3ª     |
| Tony Dulzaides           | Arturo Fernando José Del Campo Koukinoba                    | 1ª        |
| Nicola Porcella          | Piero José Del Campo Galleti                                | 1ª-3ª     |
| Karina Jordán            | Cristina Alcira Romero Vilcimichi                           | 1ª-3ª     |
| Pablo Heredia            | Lucas Ramiro Pedraglio-Olmedo Gatti                         | 1ª-3ª     |
| Gino Pesaressi           | Daniel Rodrigo Suárez Malca / "Dani"                        | 1ª-3ª     |
| Stefano Tosso            | Benjamín Barzini / "Toreto"                                 | 2ª-3ª     |
| Jerónimo Bosia           | Gael Cortázar                                               | 2ª        |
| Sergio Paris             | Facundo Iván Gatti Olmedo                                   | 2ª-3ª     |
| Javier Valdés            | Joaquín Almeida Martínez                                    | 2ª-3ª     |
| Connie Chaparro          | Luna Díaz Valera                                            | 2ª        |
| Diego Carlos Seyfarth    | Salvador Fernando Del Campo Hoffman                         | 2ª        |
| Fiorella Pennano         | Sofía Micaela Romero Vilcimichi                             | 2ª-3ª     |
| Luciana León-Barandiarán | Sol De la Riva Mendoza                                      | 3ª        |
| Francisco Cabrera        | Leonardo Luna-Victoria Arancibia                            | 3ª        |
| Manuel Rospigliosi       | Gabriel Augusto Cárdenas Carpio                             | 3ª        |
| Renato Rossini           | Francisco Hernán Pastor Fon-Davis                           | 3ª        |
| Johanna San Miguel       | Ada Antonia Morales Santos                                  | 3ª        |
| Kathy Serrano            | Rebecca Carpio López                                        | 3ª        |
| Anahí de Cárdenas        | Paloma Jiménez García                                       | 3ª        |
| Francisca Aronsson       | Cinthia del Carmen Castillo Díaz                            | 1ª-3ª     |
| Jely Reátegui            | Pamela Gómez Vergaray                                       | 1ª-2ª     |
| Germán Ramírez           | Frederick Alberto Hinostroza Martínez / "Fred"              | 1ª-3ª     |
| Estrella Torres          | María Fé Escalante Ríos                                     | 1ª-3ª     |
| Andrea Salazar           | Hilda Risapagauta                                           | 1ª-3ª     |
| Gianluca Pavanello       | Esteban Varela                                              | 1ª        |
| Adriana Salas            | Jazmín Paredes Rojas                                        | 2ª        |
| Patricia Frayssinet      | Susana Inés Rojas Calderón / Vda. De Solessi                | 2ª        |
| Matías Raygada           | Andrés Solessi Rojas                                        | 2ª        |
| Nadu Arrarte             | Lorenzo Parodi                                              | 2ª-3ª     |
| Daniela Camaiora         | Ángela Varela                                               | 2ª        |
| Michelle Soifer          | Elisa Rojas                                                 | 2ª-3ª     |
| Priscila Espinoza        | Pilar Sánchez                                               | 2ª-3ª     |
| Guillermo Macchiavello   | Edmundo Chacón                                              | 2ª        |
| Marisa Minetti           | Malena Esther Cobos Gutiérrez                               | 3ª        |
| Homero Cristalli         | Pablo Andrés Chávez Espinoza                                | 1ª-3ª     |
| Paola Enrico             | Carolina Gabriela Molina Camacho / De Chávez                | 1ª-3ª     |
| Thalía Estabridis        | Andrea McKenzie                                             | 1ª-2ª     |
| Estefano Buchelli        | Nicolás                                                     | 2ª        |
| Nino Soto                | Erick                                                       | 2ª        |
| Valquiria Huerta         | Sandra Arregui                                              | 2ª        |
| Luis Fernando Hidalgo    | Barragán                                                    | 2ª        |
| Kani Hart                | Laura                                                       | 2ª        |
| Sasha Settembrini        | Antonio Esparza                                             | 2ª        |
| Grapa Paola              | Silvina Olmedo Vda. De Pedraglio                            | 3ª        |
| Daniel Greif             | Juan Ignacio Hernán Pastor Cobos / Morales                  | 3ª        |
| Alejandra Lava           | Jimena                                                      | 3ª        |
| Michiko Solís            | Kaori                                                       | 3ª        |
| Verónica Miranda         | Alejandra Garcia Moreno Vda. De Jiménez                     | 3ª        |
| Juan Carlos Salazar      | Jesús Díaz                                                  | 3ª        |
| Augusto Mazzarelli       | Narciso Varela Carhuas                                      | 3ª        |
| Alfonso Dibós            | Antonio De La Riva Mendoza                                  | 3ª        |
| Hanna Nicole de Ha*Ash   | Hanna                                                       | 1ª-2ª     |
| Ashley Grace de Ha*Ash   | Ashley                                                      | 1ª-2ª     |
| Carlos Mesta             | Ramiro Jesús Vílchez Paredes                                | 1ª        |
| Leslie Shaw              | Dora                                                        | 1ª        |
| Paco Bazán               | Mateo                                                       | 1ª        |
| Susy Díaz                | Cecilia / "Ceci"                                            | 2ª        |
| Luciana Fuster           | Antonella                                                   | 2ª        |
| Nicolás Argolo           | Luis Carlos                                                 | 2ª        |
| Jacobo Eskenazi          | Yaco Eskenazi (él mismo)                                    | 2ª-3ª     |
| Mario Hart               | Él mismo                                                    | 2ª-3ª     |
| Micaela Novoa Lanao      | Rafaella Luciana Souza-Sanguinetti Pastor / Romero          | 3ª        |
| Giordana Cristalli       | Rafaella Alcira Souza-Sanguinetti Romero / Pastor           | 3ª        |
| Franco Pennano           | Miguel                                                      | 3ª        |
| Natali Zegarra           | Reportera                                                   |           |

## Temporadas
| Temporada | Temporada | Episodios | Rango de episodios | Título                  | Emisión original       | Emisión original      |
| Temporada | Temporada | Episodios | Rango de episodios | Título                  | Primera emisión        | Última emisión        |
| --------- | --------- | --------- | ------------------ | ----------------------- | ---------------------- | --------------------- |
|           | 1         | 60        | 1 - 60             | Ven, baila, quinceañera | 2 de diciembre de 2015 | 26 de febrero de 2016 |
|           | 2         | 116       | 61 - 176           | VBQ: Todo Por La Fama   | 6 de diciembre de 2016 | 25 de abril de 2017   |
|           | 3         | 60        | 177 - 236          | VBQ: Empezando a Vivir  | 2 de enero de 2018     | 28 de marzo de 2018   |

## Recepción
El programa debutó en su segunda temporada con 26.7 puntos de audiencia en promedio según Kantar Ibope Media.

## Premios y nominaciones
| Año  | Premio                       | Categoría          | Nominación            | Resultado | Ref.  |
| ---- | ---------------------------- | ------------------ | --------------------- | --------- | ----- |
| 2016 | Premios Luces de El Comercio | Mejor Actriz de TV | Leslie Stewart        | Nominada  | [ 3 ] |
| 2017 | Premios Luces de El Comercio | Mejor Actriz de TV | Patricia Portocarrero | Ganadora  | [ 4 ] |

## Trabajos relacionados

### Programa concurso
Después de la primera temporada se confirmó un reality de baile inspirado en esta serie llamada Sueña quinceañera bajo la conducción de Karen Schwarz y Pablo Heredia. Fue transmitido entre abril y junio de 2016. En abril de este año el locutor de radio Jorge Henderson criticó al programa por «hacer bailar a una participante de 15 años con sujetadores, medias caladas, portaligas y la tristeza que tenían en sus rostros». Tras el incidente y la queja del locutor, el canal pidió disculpas públicas. Después se estrenó un nuevo programa titulado VBQ: Amigos y rivales conducido por Karen Schwarz y Yaco Eskenazi.

### Spin-off
América Televisión tiene un spin-off de VBQ llamado Los Vílchez, donde se explica que ha pasado después de la tercera temporada de la serie y las aventuras futuras de la Familia Vílchez. Se estrenó el 2 de enero de 2019 y cuenta con 2 temporadas.